# Adromischus schuldtianus
Adromischus schuldtianus är en fetbladsväxtart. Adromischus schuldtianus ingår i släktet Adromischus och familjen fetbladsväxter.

## Underarter
Arten delas in i följande underarter:
- A. s. brandbergensis
- A. s. juttae
- A. s. schuldtianus

## Bildgalleri

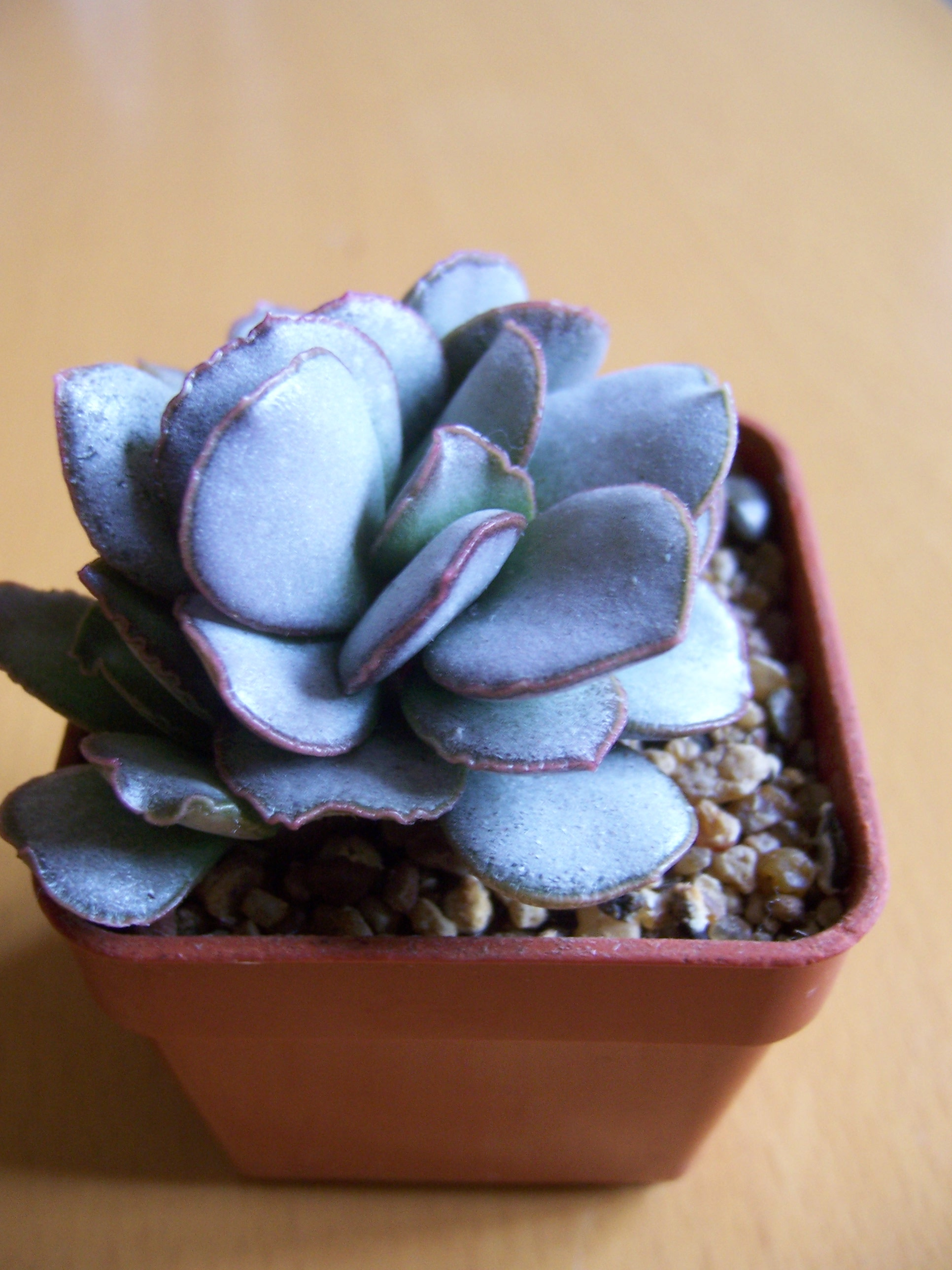
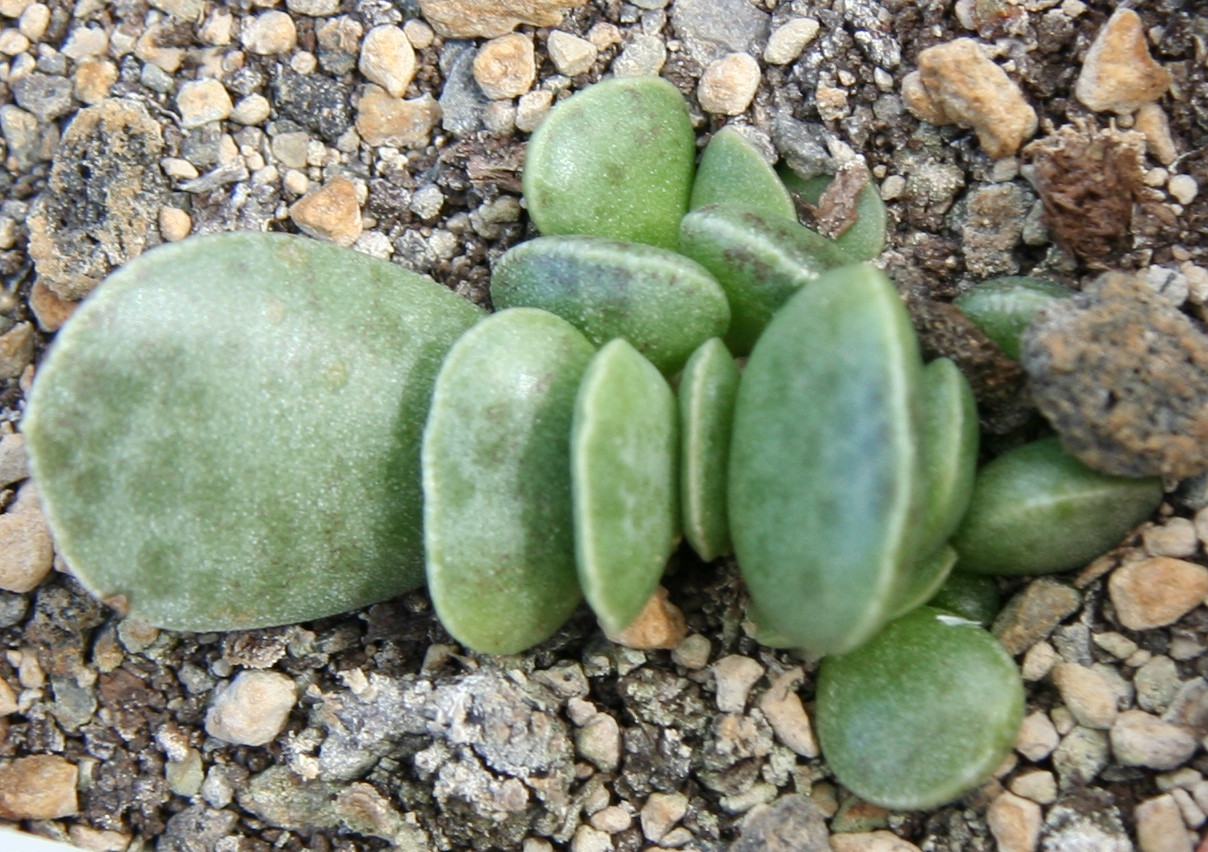
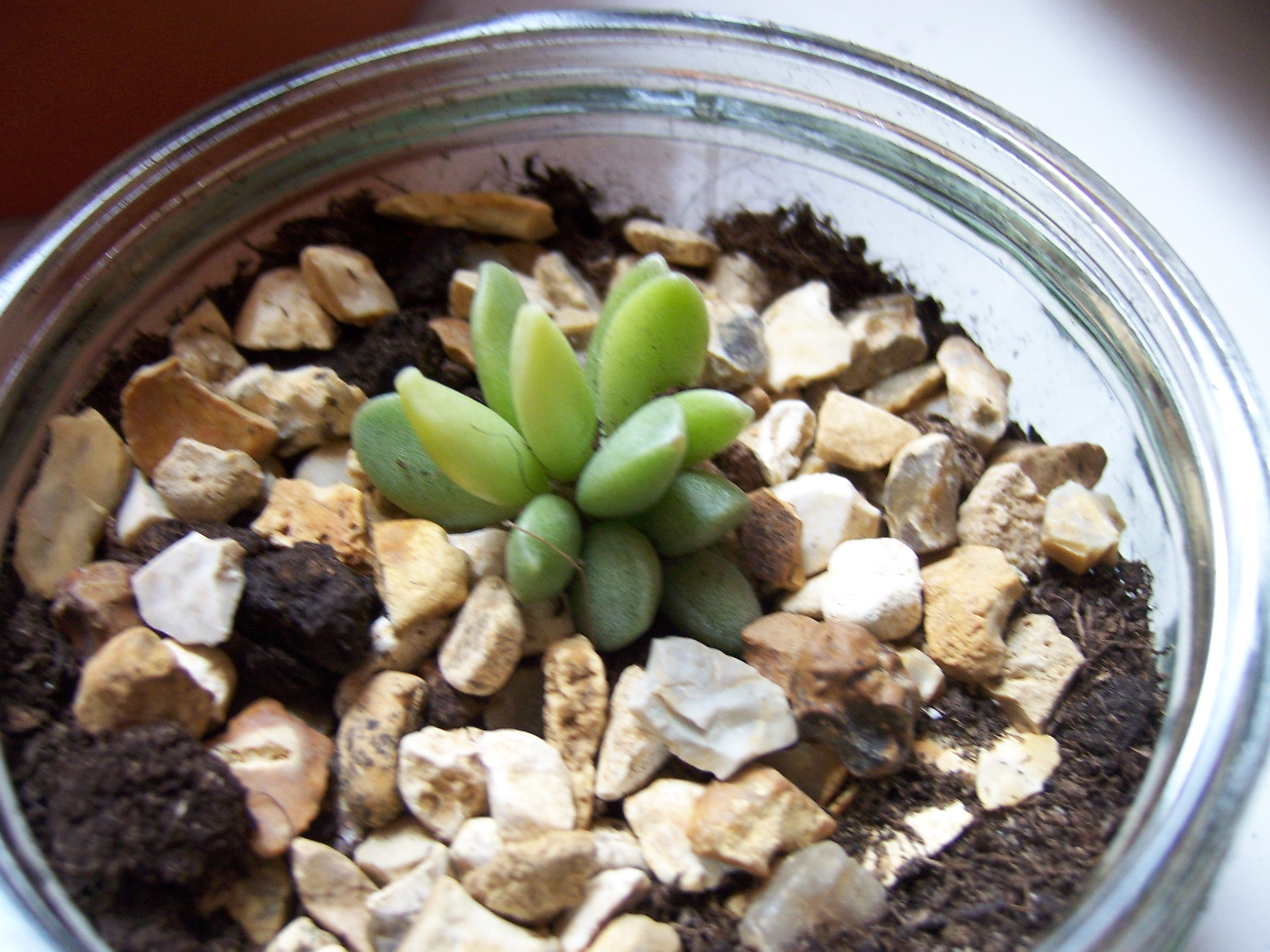